# Manfred Gerlach
Manfred Gerlach (ur. 8 maja 1928 w Lipsku, zm. 17 października 2011 w Berlinie) – wschodnioniemiecki polityk, od 1967 do 1990 przewodniczący Liberalno–Demokratycznej Partii Niemiec, w latach 1960–1989 wiceprzewodniczący Rady Państwa, a w latach 1989–1990 jej przewodniczący (p.o. głowy państwa).

## Życiorys
W 1944 został zatrudniony w wymiarze sprawiedliwości na terenie okręgu Saksonia. Za założenie nielegalnej grupy opozycyjnej wobec NSDAP umieszczono go w marcu tego roku w areszcie młodzieżowym. W 1945 znalazł się wśród członków założycieli LDPD oraz Wolnej Młodzieży Niemieckiej (Freie Deutsche Jugend, FDJ') w Lipsku. Od 1949 do 1959 zasiadał w Radzie Głównej FDJ. W 1949 uzyskał nominację do Izby Ludowej. Od 1950 pełnił obowiązki burmistrza, a później wicenadburmistrza Lipska oraz zastępcy przewodniczącego Rady Miejskiej. W latach 1951–1954 studiował zaocznie, a w 1964 uzyskał tytuł doktora praw (w 1984: profesora).
Od 1951 do 1953 sprawował funkcję wiceprzewodniczącego Liberalno–Demokratycznej Partii Niemiec, a do 1967 jej sekretarza generalnego. W 1967 zastąpił Maxa Suhrbiera w roli przewodniczącego ugrupowania. W 1960 został powołany w skład Rady Państwa zostając jej wiceprzewodniczącym (do 1989). Od 1967 zasiadał w Prezydium Rady Krajowej Frontu Narodowego Niemieckiej Republiki Demokratycznej.

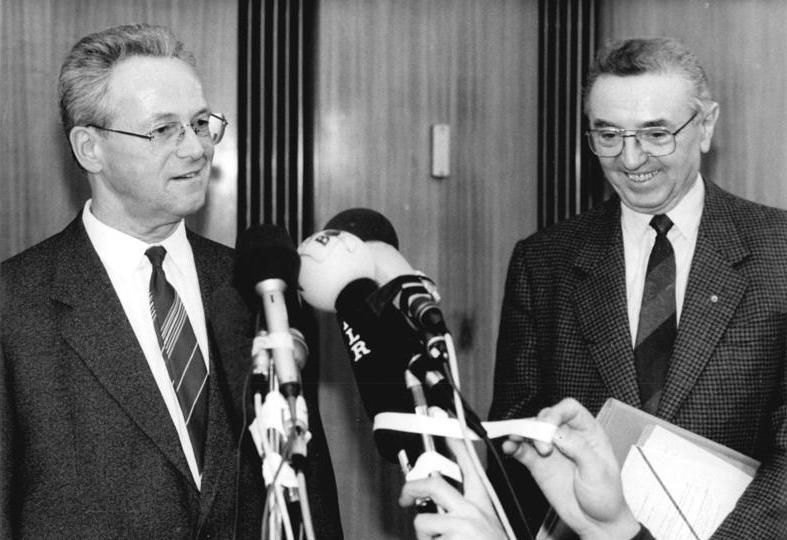
Manfred Gerlach wraz z ministrem Hansem-Joachimem Heusingerem w grudniu 1989

6 grudnia 1989 został wybrany przewodniczącym Rady Państwa Niemieckiej Republiki Demokratycznej jako następca Egona Krenza. Do czasu zmiany konstytucji NRD pełnił obowiązki głowy państwa. Po zjednoczeniu Niemiec w 1990 znalazł się wśród członków Związku Wolnych Demokratów (Bund Freier Demokraten, BFD) oraz FDP. W listopadzie 1993 wystąpił z partii po tym, jak został oskarżony o wydawanie władzom sowieckim członków LDPD. Współpracował z Forum Historii Alternatywnej w Berlinie.
Zmarł, w wieku 83 lat, 17 października 2011 r., w szpitalu w Berlinie po długiej chorobie.

## Odznaczenia
- Order Zasług dla Ojczyzny w srebrze (1955)
- Order "Gwiazda Przyjaźni między Narodami" (1964)
- Order Karla Marksa (1988)

## Publikacje
- Wortmeldungen zur Zeitgeschichte, Berlin 1980
- Äußerungen über uns und unsere Zeit, Berlin 1985
- Standortbestimmung, Berlin 1989
- Mitverantwortlich: Als Liberaler im SED-Staat, Berlin 1991